# Cenn Étig mac Lethlobair

logo couronne royale de Dál nAraidi

 Cenn Étig mac Lethlobair (mort en 900) est le 30e roi  roi du Dál nAraidi et un Leth rí d'Ulaid

## Règne
Cenn Etig succède à son père Lethlobar mac Loingsig comme roi de Dál nAraidi en 873. En 896 après la  mort de Muiredach mac Eochocáin du Dál Fiatach Leth rí (Demi-roi c'est-à-dire co-régent ) d'Ulaid il s'impose comme co-roi d'Ulaid à Aitíth mac Laigni du Uí Echach Cobo et La « Liste des Rois » du Livre de Leinster lui accorde un règne de 12 ans. Après la mort de ce dernier en 898  il doit partager le titre de roi d'Ulaid avec Áed mac Eochocáin (898-919) le frère de Muiredach. Il meurt en 900,.

## Postérité
Cenn Étig laisse un fils Loingsech mac Cinn Étig roi d'Ulaid de 925 à 932.

## Sources
- (en) Francis John Byrne, Irish Kings and High-Kings, Dublin, Courts Press History Classics, 2001 (ISBN 1-85182-196-1).
- (en) T.W Moody, F.X. Martin, F.J. Byrne, A New History of Ireland IX Maps, Genealogies, Lists. A companion to Irish History part II, Oxford, Oxford University Press, 2011, 690 p. (ISBN 978-0-19-959306-4), p. 133 Genealogical Tables. Table n°7 Kings of Ulster (Cruthin) to 972